# Gudbrandsdalen
Gudbrandsdalen est une vallée et un district historique (landskaper) de Norvège.
Elle s'étend sur près de 160 km, et est parcourue par le fleuve Gudbrandsdalslågen. Au sud se trouve la ville de Lillehammer.

## Histoire
Durant le règne Harald Ier, le Gudbrandsdal, ayant été établi comme un district d'Oppland, devient une possession de Vestfold, ce qui reste le cas jusqu'en 1018 environ et le règne du roi païen, Gudrod. L'avènement d'Olaf II en 1016 ramène son propre domaine d'Agder entièrement sous le contrôle de la couronne norvégienne. Olaf, cependant, doit se battre contre de petits rois païens dans son royaume, ce qui signifie tuer Gudrod de Gudbrandsdal et de Hedmark et mutiler le vaincu Hroerkr Dagsson de Hedmark en 1018.
Par la suite, le « val » semble passer entre les mains des chefs locaux. L'un d'eux est connu dans l'histoire sous le nom de « Dale-Gudbrand », qui est soit une forme de surnom pour établir sa possession du val, soit peut-être une sorte de titre. Snorri Sturluson affirme qu'il « gouvernait comme un roi ».
La saga séparée de Saint-Olaf décrit une rencontre entre Olaf II de Norvège et Dale-Gudbrand en 1021 qui marqua le début de l'introduction du christianisme dans la vallée de Gudbrand. Le roi Olaf a accepté de rencontrer les fermiers tôt le lendemain matin, puis l'idole de Thor devrait être brûlée. Lorsque la réunion a été fixée, Dale-Gudbrand a demandé au roi où était son dieu. Au même moment, le soleil se leva et le roi répondit : « Voilà mon Dieu avec une grande lumière ». Lorsque les fermiers se retournèrent pour regarder le lever du soleil, Kolbein frappa l'idole de sorte qu'elle éclata et en sortit des souris, des lézards et des vers. Quand ils ont vu cela, Dale-Gudbrand et les paysans ont accepté le christianisme.
Selon la saga, Gudbrand y a construit une église, peut-être à la ferme Haave près de Hundorp où des preuves archéologiques indiquent ce qui aurait pu être la première église de la vallée.

## Notes et références

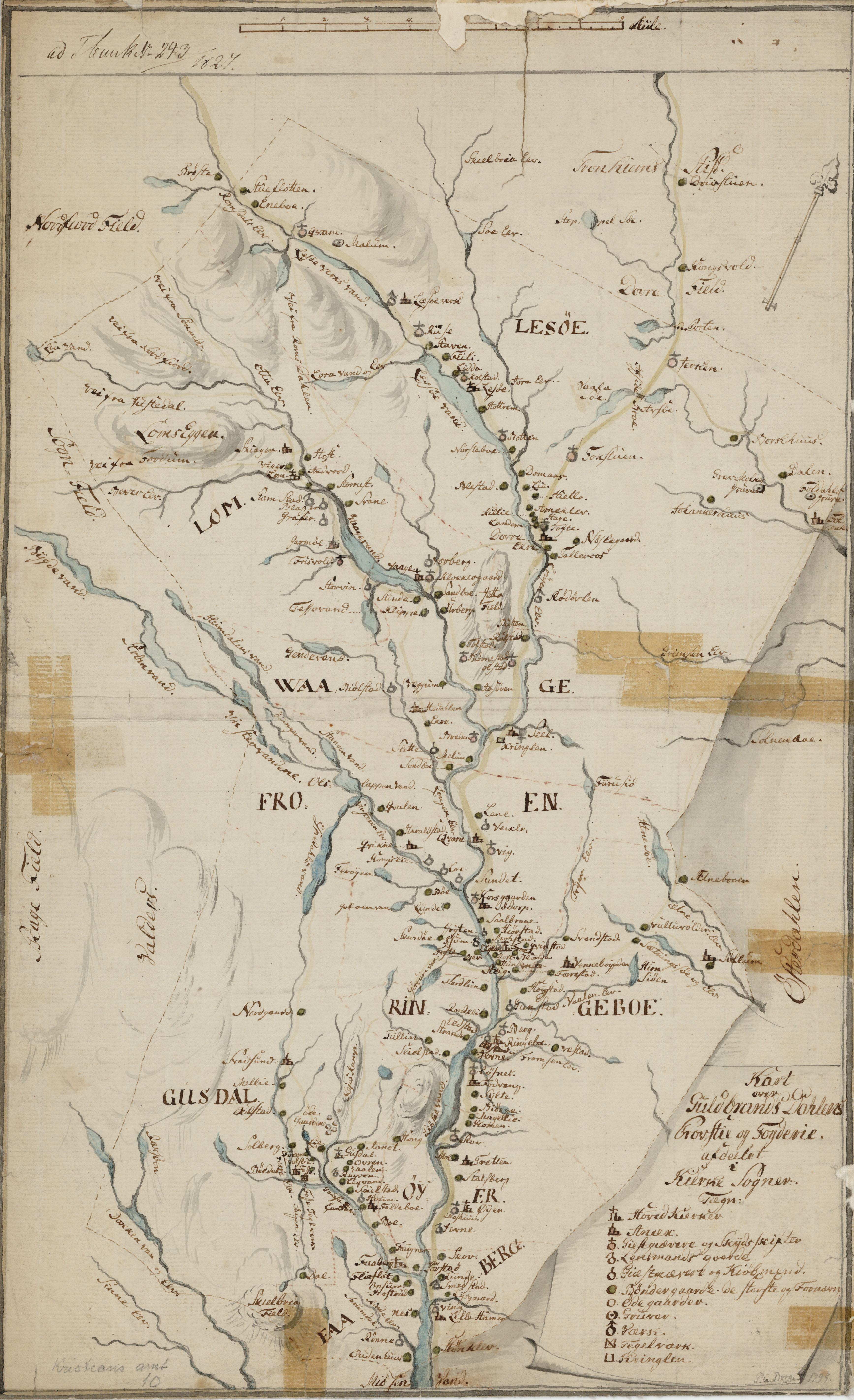
Carte de la vallée (1799).